# 和田山竹田家具
和田山竹田家具（わだやまたけだかぐ）は、兵庫県朝来市にある有限会社森の家の家具製造、販売のブランドである。店舗は当初、国道9号と国道312号の交差点付近にあったが、道路拡張工事に伴い、和田山IC付近に移転した。

## 本社
〒669-5261　兵庫県朝来市和田山町枚田756